# 1913-as Tour de France

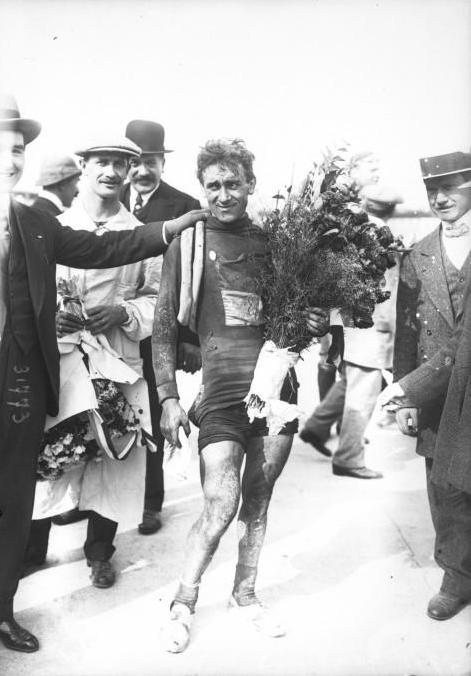
A győztes Philippe Thys

Az 1913-as Tour de France a francia kerékpárverseny 11.  kiírása. 1913. június 29-én kezdődött, Párizs-ból indult a mezőny és július 27-én ért véget,  Párizsban. Ebben az évben fordított útvonalon folyt a verseny, Párizsból előbb a tengerparti részen mentek végig és a Pireneusok-ban kezdték a hegyek megmászását. Visszatértek az időeredmény alapján számított sorrendhez is, az egyes szakaszok idejét összeadták és az utat legrövidebb idő alatt  teljesítő lett a győztes. Az 5 388 kilométert Philippe Thys belga kerekes 197 óra 54 perces idővel teljesítette, 26,715 kilométer/óra átlaggal.
Az első afrikai kerékpáros, Ali Neffati tunéziai versenyző volt akit a L'Auto lap tulajdonosa Henri Desgrange fedezet fel. Hat korábbi Tour győztes indult a versenyen, (Louis Trousselier, Lucien Petit-Breton, François Faber, Octave Lapize, Gustave Garrigou és Odile Defraye). A döntő szakasznak a hatodik bizonyult,  Eugène Christophe vezetett amikor elütötte egy autó, és a kerékpárja eltört. Az akkori szabályok szerint a versenyzőnek kellett megjavítani a kerékpárt minden külső segítség nélkül. 14 kilométerre egy faluban talált műhelyt ahol négy órai munkával hozta rendbe járművét, a versenyfelügyelők jelenlétében, nehogy valaki segítsen neki. Egy kisfiút megkért a fújtató kezelésére, ezért 10 perces büntetést kapott. A szakasz végén 3 óra 50 perccel maradt le a győztes Thys mögött, ezzel elveszítette esélyét a verseny megnyerésére.
A kilencedik szakaszon a másik esélyes Marcel Buysse kormánya tört el, 3 és fél óra hátránnyal ért célba, hiába nyert négy szakaszt ezután, már nem tudta behozni hátrányát. A tizennegyedik szakaszon Petit-Breton és Thys között folyt a küzdelem, mindketten buktak, Thys az eszméletét is elveszítette, külső segítség miatt pedig 10 perces büntetést kapott. Végül 8 és fél perces előnnyel nyert Gustave Garrigou előtt.

## Szakaszok
| Szakasz | Időpont   | Végpontok                   | Jellege       | Hossz (km) | Szakaszgyőztes            | Összetett első                                                                          |
| ------- | --------- | --------------------------- | ------------- | ---------- | ------------------------- | --------------------------------------------------------------------------------------- |
| 1       | június 29 | Párizs – Le Havre           | Sík szakasz   | 388        | Giovanni Micheletto (ITA) | Giovanni Micheletto (ITA)                                                               |
| 2       | július 1  | Le Havre – Cherbourg        | Sík szakasz   | 364        | Jules Masselis (BEL)      | Jules Masselis (BEL) · Alfons Lauwers (BEL) · Marcel Buysse (BEL) · Odile Defraye (BEL) |
| 3       | július 3  | Cherbourg – Brest           | Sík szakasz   | 405        | Henri Pelissier (FRA)     | Odile Defraye (BEL)                                                                     |
| 4       | július 5  | Brest – La Rochelle         | Sík szakasz   | 470        | Marcel Buysse (BEL)       | Odile Defraye (BEL)                                                                     |
| 5       | július 7  | La Rochelle – Bayonne       | Sík szakasz   | 379        | Henri Van Lerberghe (BEL) | Odile Defraye (BEL)                                                                     |
| 6       | július 9  | Bayonne – Luchon            | Hegyi szakasz | 326        | Philippe Thys (BEL)       | Philippe Thys (BEL)                                                                     |
| 7       | július 11 | Luchon – Perpignan          | Hegyi szakasz | 324        | Marcel Buysse (BEL)       | Marcel Buysse (BEL)                                                                     |
| 8       | július 13 | Perpignan – Aix-en-Provence | Sík szakasz   | 325        | Gustave Garrigou (FRA)    | Marcel Buysse (BEL)                                                                     |
| 9       | július 15 | Aix-en-Provence – Nizza     | Hegyi szakasz | 356        | Firmin Lambot (BEL)       | Philippe Thys (BEL)                                                                     |
| 10      | július 17 | Nizza – Grenoble            | Hegyi szakasz | 333        | Francois Faber (LUX)      | Philippe Thys (BEL)                                                                     |
| 11      | július 19 | Grenoble – Genf             | Hegyi szakasz | 325        | Marcel Buysse (BEL)       | Philippe Thys (BEL)                                                                     |
| 12      | július 21 | Geneva – Belfort            | Hegyi szakasz | 335        | Marcel Buysse (BEL)       | Philippe Thys (BEL)                                                                     |
| 13      | július 23 | Belfort – Longwy            | Hegyi szakasz | 325        | François Faber (LUX)      | Philippe Thys (BEL)                                                                     |
| 14      | július 25 | Longwy – Dunkerque          | Sík szakasz   | 393        | Marcel Buysse (BEL)       | Philippe Thys (BEL)                                                                     |
| 15      | július 27 | Dunkerque – Párizs          | Sík szakasz   | 340        | Marcel Buysse (BEL)       | Philippe Thys (BEL)                                                                     |

## Összetett eredmények
| 1                       | Philippe Thys (BEL)      | Peugeot     | 197h 54' 00" |
| 2                       | Gustave Garrigou (FRA)   | Peugeot     | +8' 37"      |
| 3                       | Marcel Buysse (BEL)      | Peugeot     | +3h 30' 55"  |
| 4                       | Firmin Lambot (BEL)      | Griffon     | +4h 12' 45"  |
| 5                       | François Faber (LUX)     | Peugeot     | +6h 26' 04"  |
| 6                       | Alfons Spiessens (BEL)   | J.B. Louvet | +7h 57' 52"  |
| 7                       | Eugène Christophe (FRA)  | Peugeot     | +14h 06' 35" |
| 8                       | Camillo Bertarelli (ITA) | —           | +16h 21' 38" |
| 9                       | Joseph Vandaele (BEL)    | J.B. Louvet | +16h 39' 53" |
| 10                      | Emile Engel (FRA)        | Peugeot     | +16h 52' 34" |
| 140 índúló 25 célba érő |                          |             |              |

## Hegyi befutó
| Szakasz | Hegy             | Magasság | Versenyző                       | Ország            |
| ------- | ---------------- | -------- | ------------------------------- | ----------------- |
| 6       | Aubisque         | 1709     | Eugéne Christophe               | Francia           |
| 6       | Tourmalet        | 2115     | Philippe Thys                   | Belga             |
| 6       | Aspin            | 1489     | Philippe Thys                   | Belga             |
| 6       | Peyresourde      | 1569     | Philippe Thys                   | Belga             |
| 7       | Portet d'Aspet   | 1069     | Emile Engel                     | Francia           |
| 7       | Port             | 1249     | Marcel Buysse                   | Belga             |
| 7       | Puymorens        | 1915     | Marcel Buysse                   | Belga             |
| 9       | Col de Braus     | 1002     | Firmin Lambot                   | Belga             |
| 9       | Col de Castillon | 706      | Firmin Lambot                   | Belga             |
| 10      | Allos            | 2250     | Lucien Petit-Breton             | Francia           |
| 10      | Col Bayard       | 1246     | Francois Faber Gustave Garrigou | Luxemburg Francia |
| 11      | Lautaret         | 2058     | Maurice Buysse                  | Belga             |
| 11      | Galibier         | 2556     | Maurice Buysse                  | Belga             |
| 11      | Télégraphe       | 1670     | Maurice Buysse                  | Belga             |
| 11      | Aravis           | 1498     | Maurice Buysse                  | Belga             |
| 12      | Faucille         | 1069     | Csoportos                       |                   |
| 12      | Ballon d'Alsace  | 1249     | Maurice Buysse                  | Belga             |
| 13      | Grosse-Pierre    | 1069     | Lucien Petit-Breton             | Francia           |